# Doctor X
Doctor X és una pel·lícula pre-Codi de misteri de terror estatunidenca del 1932 produïda conjuntament per First National i Warner Bros. Basada en l'obra de teatre de 1931 titulada originalment The Terror de Howard W. Comstock i Allen C. Miller, fou dirigida per Michael Curtiz i protagonitzada per Lionel Atwill, Fay Wray i Lee Tracy.
Doctor X es va produir abans que el Codi Hays fos aplicat. Temes com l'assassinat, la violació, el canibalisme i la prostitució s'entrellacen a la història. La pel·lícula va ser una de les darreres produïdes, juntament amb la posterior de Warner Bros Mystery of the Wax Museum (1933), al primer procés Technicolor bicolor. Les impressions en blanc i negre s'enviaven a petites ciutats i mercats estrangers, mentre que les impressions en color es reservaven per a les grans ciutats.

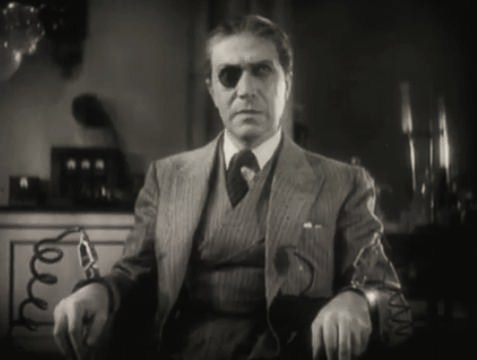
Arthur Edmund Carewe (Dr. Rowitz)

## Argument
El reporter del Daily World Lee Taylor està investigant una sèrie d'assassinats patològics que han tingut lloc durant una sèrie de mesos a la ciutat de Nova York. Els assassinats sempre tenen lloc a la nit, sota la llum de la lluna plena, i cada cos ha estat canibalitzat després de l'assassinat. Els testimonis descriuen l'assassí com un "monstre" horriblement desfigurat.
El doctor Xavier expressa la seva opinió mèdica, però la policia té un motiu ocult. Volen investigar l'acadèmia de medicina d'en Xavier, ja que el bisturí utilitzat per canibalitzar els cossos de les víctimes és exclusiu d'aquesta institució. A part d'en Xavier, els altres sospitosos són: Wells, un amputat que ha fet un estudi de canibalisme; Haines, que mostra una perversió sexual amb voyeurisme; Duke, un paralític malhumorat; i Rowitz, que està realitzant estudis sobre els efectes psicològics de la lluna.
La policia dona a Xavier 48 hores per detenir l'assassí a la seva manera. Durant aquest temps, el periodista Taylor investiga les intencions del metge i en el procés, coneix a Joanne Xavier, la filla del metge. La Joanne és molt freda amb Taylor, sobretot després de descobrir que va ser la seva història la que va assenyalar el seu pare amb el dit i va arruïnar el seu primer intent de localitzar l'assassí. Taylor té un interès romàntic per Joanne, malgrat la seva forta antipatia pel seu comportament investigador.
A la finca de Xavier, al costat de la platja, tots els sospitosos es reuneixen per a un experiment poc ortodox. Cada membre està sent investigat excepte Wells, perquè l'assassí té dues mans i Wells només en té una. Cada home està connectat a un sistema elèctric que registra la seva freqüència cardíaca. Quan apareix davant d'ells una recreació de l'assassinat de la dona de la neteja, el detector exposarà l'home culpable. El majordom i la minyona del doctor Xavier, Otto i Mamie, porten a terme la recreació.
Durant l'experiment, es produeix un apagament. Quan es recupera el poder, es descobreix que Rowitz, el monitor del qual suposadament el va revelar com el culpable just abans de l'apagada, ha estat assassinat amb l'ús d'un bisturí al cervell. Més tard aquella nit, es descobreix que el cos de Rowitz ha estat canibalitzat.
L'endemà al vespre, Xavier demana a Otto i Mamie que tornin a representar un altre dels assassinats. La Mamie està massa espantada per fer el seu paper, així que la Joanne ocupa el seu lloc. Tots els homes, llevat de Wells, estan aquesta vegada emmanillats als seus seients i les portes tancades per mantenir Wells a l'armari de gravació. Ara es descobreix que és Wells l'assassí, entrant a un laboratori secret on es transforma amb "carn sintètica" en el monstruós Moon Killer, i després entra a la sala d'experiments a través d'un panell secret. Després d'estrangular a Otto, Wells revela als seus "convidats" emmanillats que ha inventat una composició de "carn sintètica" i que ha estat creant membres artificials i una màscara horrible per dur a terme els seus crims, per tal de recollir mostres vives de carn humana per als seus experiments. Aleshores declara la seva intenció de recollir Joanne com a víctima.
Quan Wells està a punt d'estrangular a la Joanne, Taylor, amagat entre una sèrie de figures de cera que representen les víctimes de l'assassí, salta sobre Wells. Després d'una baralla prolongada, Taylor llança una làmpada de querosè a Wells, incendiant-lo. Wells s'estavella per una finestra i cau per un penya-segat en flames fins a la riba de l'oceà. En informar de la seva història al diari, Taylor li diu al seu editor que faci espai a la secció de matrimoni per a Joanne i ell mateix.

## Repartiment
- Lionel Atwill com el Dr. Jerry Xavier, un científic boig
- Fay Wray com a Joanne Xavier, la filla del doctor Xavier
- Lee Tracy com a Lee Taylor, periodista de Daily World
- Preston Foster com el Dr. Wells, Acadèmia d'Investigació Quirúrgica
- John Wray com el Dr. Haines, Acadèmia d'Investigació Quirúrgica
- Harry Beresford com el Dr. Duke, Acadèmia d'Investigació Quirúrgica
- Arthur Edmund Carewe com el Dr. Rowitz, Acadèmia d'Investigació Quirúrgica
- Leila Bennett com a Mamie, la minyona del doctor Xavier
- Robert Warwick com a comissari de policia Stevens
- George Rosener com a Otto, el majordom del Dr. X
- Willard Robertson com el detectiu O'Halloran
- Thomas Jackson com a editor de Daily World
- Harry Holman com a Mike, un policia davant del mar
- Mae Busch com a senyora
- Tom Dugan com a xèrif
- Raoul Freeman com a detectiu de morgue (sense acreditar)
- Selmer Jackson com Willard Keefe, editor nocturn de Daily World (sense acreditar)
- Charles McMurphy com a detectiu a la seu (sense acreditar)
- Ky Robinson com a detectiu de morgue (sense acreditar)

## Producció
La pel·lícula va ser el segon llargmetratge de Warner Bros. que es filmarà amb el procés Technicolor millorat, que eliminava el gra i millorava tant el color com la claredat de les imatges reals. Aquest procés millorat s'havia utilitzat inicialment a The Runaround (1931) i va donar lloc a un intent de recuperació del color per part dels estudis a finals de 1931. Tanmateix, davant l'apatia pública, els estudis es van retirar ràpidament dels seus ambiciosos plans per a pel·lícules en color a finals de 1932.
Durant la producció, es va rodar una versió alternativa en blanc i negre i encara existeix, tot i que la comparació de costat mostra que la majoria de les preses entre les dues són les mateixes. Les diferències en les preses són menors, com ara l'ad-lib de Tracy amb un esquelet a l'armari, i el diàleg de Mae Busch com a senyora en un bordell. La versió en blanc i negre es va oferir als exhibidors (per a consternació de Technicolor) com a alternativa a l'estrena inicial de la pel·lícula.
La pel·lícula es va produir a l'època pre-Codi de Hollywood i conté temes per a adults, com ara el canibalisme i la violació.
Després de l'èxit de Doctor X a la taquilla, Warner Bros. va seguir amb Mystery of the Wax Museum (1933), que també fou protagonitzada per Fay Wray i Lionel Atwill i va ser dirigida per Curtiz. Mystery of the Wax Museum es va tornar a rodar en Technicolor per complir amb el contracte de Warner Bros.' amb Technicolor Inc., que assegurava que no hi havia càmeres en blanc i negre al plató. La pel·lícula es va convertir en l'últim llargmetratge de Technicolor de dos colors llançat per un gran estudi.
Anton Grot va dissenyar els decorats tant per a Doctor X com per Mystery of the Wax Museum tenien els seus decorats. El maquillatge va ser dissenyat per Max Factor, que en aquell moment havia estat associat amb el maquillatge de bellesa. Mystery of the Wax Museum també va compartir el disseny de maquillatge de terror de Factor.
Doctor X va ser la primera de les tres pel·lícules de Curtiz amb Lionel Atwill, juntament amb Mystery of the Wax Museum i la pel·lícula d'aventures d'Errol Flynn de 1935 El capità Blood. Doctor X també va ser la primera de les tres pel·lícules que van protagonitzar Lionel Atwill i Fay Wray. Més tard protagonitzaran junts The Mystery of the Wax Museum i The Vampire Bat.

## Recepció
El crític de la revista Time va escriure: "Doctor X és un malson rutinari... i està pensat per a àvids mecenes de l'horror sintètic més que per a addictes al cinema normals." Tanmateix, Doctor X va ser ben rebuda per molts crítics i va demostrar ser un èxit a taquilla. A causa de la popularitat de la pel·lícula, Warner Bros. el va seguir amb Mystery of the Wax Museum. Malgrat el títol, The Return of Doctor X (1939) no es considera una seqüela. Tanmateix, la pel·lícula de terror d’Universal Night Monster, que també protagonitza Atwill com a metge, té una trama similar i pràcticament el mateix desenllaç.

### Taquilla
Segons Warner Bros., la pel·lícula va guanyar 405.000 dòlars nacionals i 189.000 dòlars a l'estranger.

## Conservació
A finals de la dècada de 1950, quan la versió en blanc i negre de la pel·lícula es va incloure en un paquet de pel·lícules més antigues sindicades a la televisió, es pensava que la versió Technicolor s'havia perdut. No es va poder trobar cap impressió, i Technicolor havia descartat la majoria dels seus negatius de dos colors el 28 de desembre de 1948.
Després de la mort de Jack L. Warner el 9 de setembre de 1978, es va descobrir una estampa a la seva col·lecció personal. Va ser copiada a la pel·lícula de seguretat per a la seva conservació, distribució als cinemes de revival i transferència a vídeo. La impressió original de la pel·lícula de nitrat va ser donada a l'UCLA Film & Television Archive, que en molt rares ocasions ha permès que es projectés públicament en instal·lacions degudament equipades i amb llicència. L'arxiu va fer una restauració digital molt superior a 2020 i va debutar al disc Blu-ray l'abril de 2021.

## En la cultura popular
Al musical teatral The Rocky Horror Show i la seva adaptació cinematogràfica, la cançó d'obertura, "Science Fiction/Double Feature", fa referència a molts clàssics. pel·lícules de ciència-ficció/terror. Entre aquestes referències hi ha la línia "El Doctor X construirà una criatura", malgrat que el Doctor X no construeix una criatura a la pel·lícula original.
En homenatge a la pel·lícula, la banda de progressive metal Queensrÿche va presentar un personatge anomenat Doctor X (conegut com a Dr. X a la lletra) com el principal antagonista de l'àlbum conceptual' de la banda Operation: Mindcrime (1988).
Una línia de diàleg al principi de la pel·lícula va ser mostrada a l'àlbum Dr. Octagonecologyst del raper Kool Keith.